# Закон взаимозаместимости

Рис. 1. Типичная зависимость плотности от логарифма времени при постоянной экспозиции

Зако́н взаимозамести́мости, закон Бунзена — Роско — один из основных законов фотохимии. Концентрация продуктов фотохимической реакции пропорциональна общему количеству энергии излучения, поглощённого светочувствительным веществом вне зависимости от соотношения энергетических составляющих. Это количество равно произведению мощности излучения на время его действия — экспозиции. Иными словами, увеличение времени и увеличение мощности излучения взаимозаместимы. Закон взаимозаместимости справедлив и для цифровой фотографии.
Открыт в 1855 году химиками Робертом Бунзеном и Генри Роско.
Явление не́взаимозамести́мости, закон Шварцшильда (эффект Шварцшильда) — наблюдаемое отклонение от закона взаимозаместимости, зависимость получаемой плотности фотоматериала от значения выдержки при постоянной величине полученной экспозиции. Один из фотографических эффектов.
Применительно к светочувствительным материалам закон взаимозаместимости утверждает, что одна и та же полученная экспозиция H=E×t оказывает одно и то же воздействие на материал, какими бы ни были E и t.
Однако в 1897—1900 астрономом К. Шварцшильдом было обнаружено, что при очень длинных выдержках итоговая плотность фотоматериала оказывается ниже, чем полагается по закону. Так было открыто явление невзаимозаместимости.

## Причины нарушения
Явление невзаимозаместимости обусловлено, в наибольшей степени, двумя факторами:
- Отличие скоростей протекания электронной и ионной стадий образования скрытого изображения;
- Регрессия скрытого изображения;

При больших E и малых t (например, при сверхскоростной киносъёмке) основную долю снижения плотности вносит первый фактор. При больших временах и малых освещённостях — второй.
Типичная зависимость плотности почернения фотоматериала от выдержки при постоянной экспозиции показана на рисунке 1.

## Количественные оценки

Рис. 2. Семейство изоопак фотоматериала, соответствующих различным опорным плотностям D при одинаковом времени проявления. Подъём кривых означает снижение чувствительности. Сближение — рост коэффициента контрастности

Для определения точных значений отклонения от закона взаимозаместимости используют изоопаки — графики зависимости логарифма экспозиции при определённых плотностях (называемых опорными) от времени или освещённости (или от их логарифмов). Приближённое выполнение закона обеспечивается в части кривой, прилегающей к минимимуму и для большинства современных фотоматериалов это диапазон выдержек 10−1—10−3 секунды. Шварцшильд выяснил, что оптическая плотность постоянна, если выдерживается равенство произведения E×t p, где p — показатель степени, служащий мерой отклонения от закона взаимозаместимости. Этот показатель также называют экспонентом Шварцшильда.
Для изоопак реальных фотоматериалов значение p колеблется от 0,7 до 1. В точке минимума изоопаки p=1, и время, соответствующее этой точке, называется оптимальной выдержкой, так как величина светочувствительности в этой точке максимальна.
Форма изоопаки определяется требуемой опорной оптической плотностью, а также зависит от длительности проявления, типа материала, температуры фотослоя как при съёмке, так и при хранении до проявления, температуры проявителя. В то же время она практически не зависит от длины волны излучения.
Численное значение p и величина оптимальной выдержки — существенные параметры фотоматериала, позволяющие правильно выбирать параметры съёмки.
В фотолюбительской практике эффект Шварцшильда может учитываться при съёмке, но его влияние максимально в позитивном процессе. Значение p для фотобумаг равно примерно 0,7.
Фотохимическое действие квантов электромагнитного излучения высоких энергий, например рентгеновского и гамма-диапазона, подчиняется закону взаимозаместимости, и эффект Шварцшильда для них не наблюдается.
В научной съёмке необходимость точного учёта эффекта важна при астросъёмке для длительных выдержек (единицы и даже десятки часов) и при исследовании быстропротекающих процессов на выдержках 10−6 секунды и короче.